# Художествено направление
Художествено направление или движение е тенденция или стил в изкуството със специфична обща философия или цел, следвана от група художници през определен период от време (обикновено няколко месеца, години или десетилетия) или най-малкото по време на разцвета на тенденцията, определен в рамките на няколко години. Направленията в изкуството са особено важни за модерното изкуство, когато всяко следващо движение се смята за ново и авангардно. Западното изкуство от Ренесанса до средата на XIX век е ръководено от логиката на перспективата в опит за възпроизвеждане на илюзия за видимата реалност (фигуративно изкуство). До края на XIX век много художници изпитват нужда да създадат нов стил, който да обхване фундаменталните промени, настъпващи в технологиите, науката и философията (абстрактното изкуство).